# لوما (نبراسکا)
لوما (به انگلیسی: Loma) یک منطقهٔ مسکونی در ایالات متحده آمریکا است که در شهرستان باتلر، نبراسکا واقع شده‌است. لوما ۵۴ نفر جمعیت دارد.